# Callionymus filamentosus
Callionymus filamentosus là một loài cá biển thuộc chi Callionymus trong họ Cá đàn lia. Loài này được mô tả lần đầu tiên vào năm 1837.

## Phân bố và môi trường sống
C. filamentosus có phạm vi phân bố rộng rãi ở vùng biển Ấn Độ Dương - Thái Bình Dương. Chúng được tìm thấy từ Biển Đỏ, trải dài về phía nam đến vịnh Maputo, Mozambique; phía đông đến đảo Đài Loan. Loài cá này đã theo kênh Suez tiến vào Địa Trung Hải, và được gọi là những loài di cư Lessepsian. C. filamentosus ở độ sâu khoảng từ 5 đến 350 m (nhưng phổ biến hơn ở độ sâu khoảng 100 m trở lại).

## Mô tả
Mẫu vật lớn nhất của C. filamentosus có chiều dài cơ thể được ghi nhận là 20 cm. Cơ thể có màu nâu nhạt với các đốm đen ở hai bên lườn. Vây có đốm những chấm màu nâu sẫm. Cá đực có sọc đen hoặc đốm trên vây lưng thứ nhất; cá cái thì có đốm đen trên màng vây thứ ba của vây lưng thứ nhất.
Số gai ở vây lưng: 4; Số tia vây mềm ở vây lưng: 9; Số gai ở vây hậu môn: 0; Số tia vây mềm ở vây hậu môn: 9.
Thức ăn của C. filamentosus là các loài động vật không xương sống nhỏ, chủ yếu là động vật giáp xác và giun.